# Modesto Martínez
Modesto Martínez Ramos (18 febbraio 1934) è un ex pallanuotista messicano.
Ha fatto parte del Messico che ha partecipato al torneo di pallanuoto ai Giochi di Helsinki 1952.